# والتر روس ويد
والتر روس ويد (بالإنجليزية: Walter Ross Wade)‏ هو كاتب يوميات أمريكي، ولد في 1810 في كارولاينا الجنوبية في الولايات المتحدة، وتوفي في 1862 في مقاطعة جيفرسون في الولايات المتحدة.